# Guido Bastianini
Guido Bastianini (* 10. September 1945 in Florenz) ist ein italienischer Papyrologe und Paläograph sowie Altphilologe.

## Leben
Bastianini erwarb die laurea in Lettere 1970 in Florenz mit einer Dissertation in Papyrologie und hat nach dem Militärdienst 1974 ein perfezionamento in derselben Disziplin an derselben Institution absolviert. Nach einer Zeit als Stipendiat am Istituto Papirologico „Girolamo Vitelli“ in Florenz (1972–1974) war er zunächst Lehrbeauftragter (contrattista, 1974–1981) und dann wissenschaftlicher Mitarbeiter (ricercatore, 1981) an der Università degli Studi di Firenze. Zugleich war er Lehrbeauftragter (incaricato, a titolo gratuito) in Papyrologie an der Università di Lecce (1974/75–1980/81).
1981 wurde er auf die ordentliche Professur für Papyrologie an der Università degli Studi di Milano berufen. Diese hatte er siebzehn Jahre lang inne. Zugleich war er Leiter des Instituts für Papyrologie dieser Universität (1981/82–1997/98). Dort war er zudem zehn Jahre lang Vorsitzender des Consiglio del Corso di Laurea in Lettere der Facoltà di Lettere e Filosofia (1988/89–1997/98).
Darüber hinaus versah er ein Jahr lang eine Vertretung in Textkritik an der Facoltà di Lettere e Filosofia der Università degli Studi di Firenze (1988/89) und darauf sieben Jahre lang eine Vertretung in Ägyptologie (1990/91–1995/96).
1998 wurde er an die Università degli Studi di Firenze berufen, an der er nunmehr den Lehrstuhl für Papyrologie innehat und seit 1999 Leiter des Istituto Papirologico «G. Vitelli» ist. Von 2001/02 bis 2003/04 war er dort Vorsitzender des Consiglio del Corso di Laurea in Lettere triennale, von 2008/09 bis 2011/12 Vorsitzender des Consiglio del Corso di Laurea Magistrale in Philologie, Literatur und Geschichte der Antike.
Von 2001 bis 2007 war er zudem Leiter des Istituto Italiano per la Civiltà Egizia. Er war auch stellvertretender Vorsitzender der Association Internationale de Papyrologues.
Bastianini hat an verschiedenen archäologischen Expeditionen in Ägypten teilgenommen, die vom Istituto Papirologico "G. Vitelli" und dem Ägyptischen Museum in Kairo organisiert wurden (März–April 1969, September–Oktober 1972, April 1973), sowie an der Ausgrabung von Antinoe (September–Oktober 1973, Dezember 1974–Januar 1975).

## Forschungsschwerpunkte
Bastianini hat sich in seiner Arbeit sowohl dokumentarischen als auch literarischen Papyri gewidmet. Abgesehen von der Edition von Papyri verschiedener Sammlungen (Papiri della Società Italiana, Florenz; Oxyrhynchus Papyri, Oxford; Papyri Erzherzog Rainer, Wien; und Papyri Wessely Pragenses, Prag) und der kritischen Überarbeitung bereits edierter Texte hat er sich vor allem auf die Verwaltungsstrukturen des römischen Ägypten konzentriert (vor allem Strategen, Präfekte, königliche Schreiber). 
Von 1985 an beteiligte sich Bastianini am Corpus dei papiri filosofici, in dessen Redaktionskomitee er 1995 aufgenommen wurde. In diesem Rahmen hat er Fragmente des Kynikers Diogenes, der Schrift De Veritate des Antiphon (mit Fernanda Decleva Caizzi), der Elementa Moralia des Stoikers Hierokles (mit Anthony A. Long) und des Berliner Kommentars zum Theaitetos Platons (mit David Sedley) erneut ediert. Darüber hinaus gehört Bastianini dem Internationalen Redaktionskomitee der Commentaria et Lexica Graeca in Papiris Reperta (CLGP), dessen erster Faszikel 2004 erschien.
2001 hat Bastianini zusammen mit Claudio Gallazzi und unter Mitarbeit von Colin Austin die editio princeps des P.Mil.Vogl. VIII 309 veröffentlicht, der Gedichte des Epigrammatikers Poseidippos, eines Zeitgenossen des Kallimachos, im Umfang von über 600 Versen enthält. 2002 folgte die Veröffentlichung, zusammen mit Colin Austin, aller erhaltenen Fragmente des Poseidippos.

## Schriften (Auswahl)
- Gli strateghi dell’Arsinoites in epoca romana. Bruxelles 1972 (Papyrologica Bruxellensia 11).
- La Lista dei prefetti d’Egitto dal 30 a.C. al 299 d.C. In: ZPE 17, 1975, 263–328.
- mit John Whitehorne: Strategi and Royal Scribes of Roman Egypt. Gonnelli, Firenze 1987 (Papyrologica Florentina XV).
- Commentaria et Lexica Graeca in Papyris reperta (CLGP) ediderunt G. Bastianini, M. Haslam, H. Maehler, F. Montanari, C. Römer, adiuvante M. Stroppa, Pars I: Commentaria et Lexica in Auctores, Vol. 1. Fasc. 1: Aeschines-Alcaeus. Saur, München-Leipzig 2004.
- Commentaria et Lexica Graeca in Papyris reperta (CLGP) ediderunt G. Bastianini, M. Haslam, H. Maehler, F. Montanari, C. Römer, adiuvante M. Stroppa, I.1.4 (Aristophanes-Bacchylides). Saur, München-Leipzig 2006.
- mit C. Gallazzi (Hrsg.): Papiri dell’Università di Milano – Posidippo di Pella, Epigrammi. LED Edizioni Universitarie, Milano 2001, ISBN 88-7916-165-2.
- mit Colin Austin (Hrsg.), Posidippi Pellaei quae supersunt omnia. LED Edizioni Universitarie, Milano 2002, ISBN 88-7916-193-8.